# Томас, Виктор
Виктор Томас Гонсалес (исп. Víctor Tomás González; род. 15 февраля 1985, Барселона) — испанский гандболист, правый крайний. Известен по выступлениям за испанский клуб «Барселона» и сборной Испании.

## Карьера

### Клубная
Виктор Томас воспитанник клуба «Барселона». С 2000 по 2002 год, Виктор Томас играл в молодёжном составе «Барселона», в 2003 году играл во второй команде «Барселоны». С 2003 по 2020 год Виктор Томас выступал за основную команду клуба «Барселона». Виктор Томас — многократный чемпион Испании в составе «Барселоны», победитель лиги чемпионов ЕГФ. 
В 2022 году его игровой номер №8 был выведен из обращения клубом.

#### Карьера в сборной
Виктор Томас выступает за сборную Испанию и сыграл за неё 147 матча, забросил 476 гола.

## Достижении
- Победитель чемпионата Испании: 2003, 2006, 2011, 2012, 2013, 2014, 2015, 2016
- Обладатель кубка Испании: 2010, 2012, 2013, 2014, 2015
- Обладатель суперкубка Испании: 2004, 2007, 2009, 2010, 2013, 2014
- Обладатель кубка ЕГФ: 2003
- Победитель лиги чемпионата ЕГФ: 2005, 2011, 2015
- Победитель чемпионата мира 2013

## Статистика
Статистика Виктора Томаса в сезоне 2016/17 указана на 24.10.2016
| Сезон        | Клуб      | Лига        | Матчи | Голы | 7-метр | Голы |
| ------------ | --------- | ----------- | ----- | ---- | ------ | ---- |
| 2011/12      | Барселона | LIGA ASOBAL | 23    | 94   | 4      | 90   |
| 2012/13      | Барселона | LIGA ASOBAL | 24    | 76   | 2      | 74   |
| 2013/14      | Барселона | LIGA ASOBAL | 21    | 74   | 3      | 71   |
| 2014/15      | Барселона | LIGA ASOBAL | 23    | 93   | 8      | 85   |
| 2015/16      | Барселона | LIGA ASOBAL | 23    | 95   | 0      | 95   |
| 2016/17      | Барселона | LIGA ASOBAL | 6     | 17   | 0      | 17   |
| 2011-по н.в. | Итого     | LIGA ASOBAL | 120   | 449  | 17     | 432  |